# P-věty

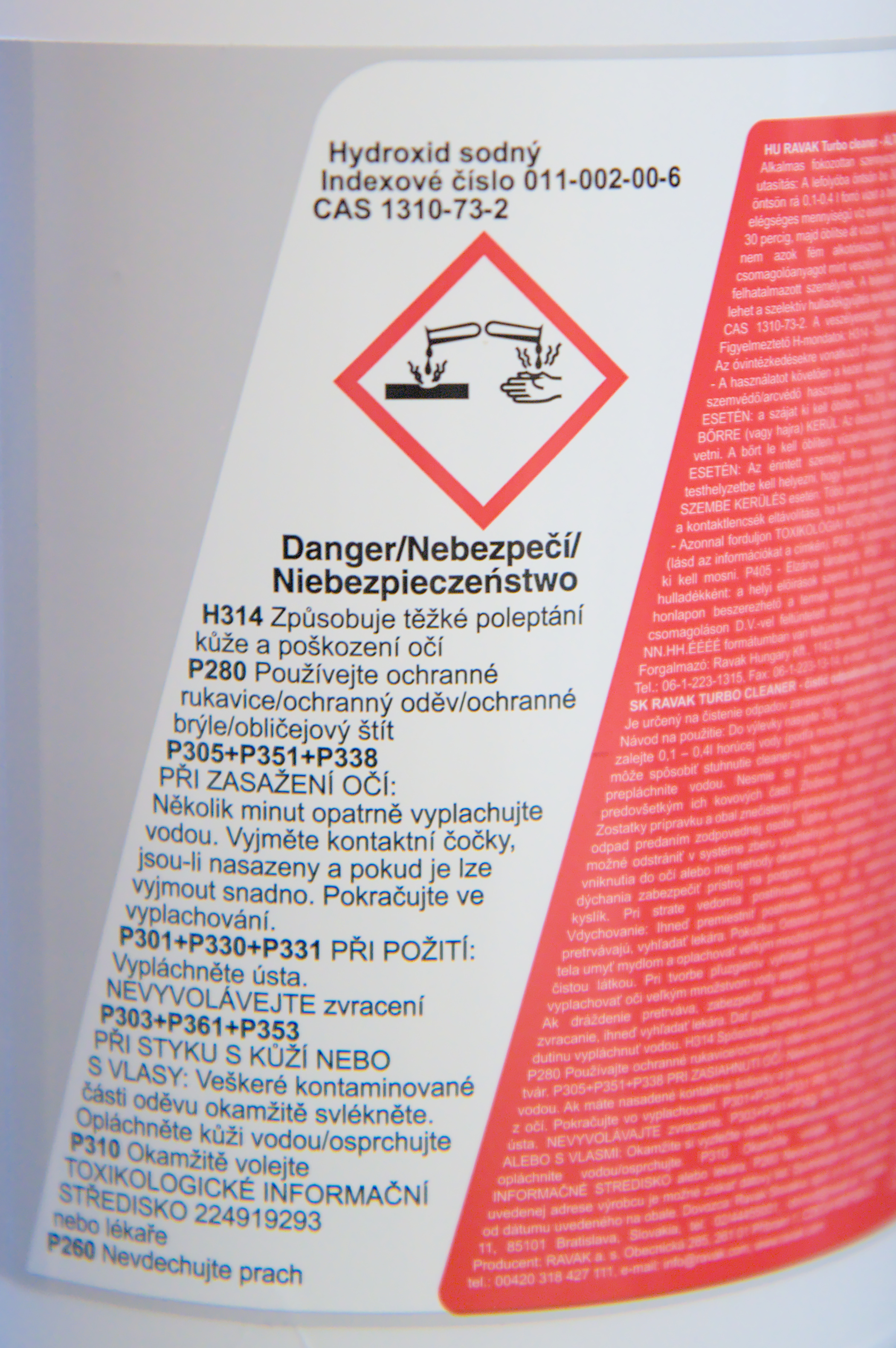
Věty,,,, a na obalu čističe odpadů obsahujícího hydroxid sodný

P-věty (podle anglického Precautionary statements) jsou standardizované pokyny pro bezpečné zacházení s chemickými látkami a jejich směsmi. Jsou součástí Globálně harmonizovaného systému klasifikace a označování chemikálií a nahrazují dřívější S-věty se stejným účelem a obdobným obsahem.

## Přehled P-vět
| P101         | Je-li nutná lékařská pomoc, mějte po ruce obal nebo štítek výrobku.                                                                                             |
| P102         | Uchovávejte mimo dosah dětí. |
| P103         | Před použitím si přečtěte údaje na štítku. |
| P201         | Před použitím si obstarejte speciální instrukce. |
| P202         | Nepoužívejte, dokud jste si nepřečetli všechny pokyny pro bezpečné zacházení a neporozuměli jim.                                                                |
| P203         | Před použitím si obstarejte, přečtěte si a dodržujte všechny bezpečnostní pokyny.                                                                               |
| P210         | Chraňte před teplem, horkými povrchy, jiskrami, otevřeným ohněm a jinými zdroji zapálení. Zákaz kouření.                                                        |
| P211         | Nestříkejte do otevřeného ohně nebo jiných zdrojů zapálení. |
| P220         | Uchovávejte/skladujte odděleně od oděvů/…/hořlavých materiálů.                                                                                                  |
| P221         | Proveďte preventivní opatření proti smíchání s hořlavými materiály…                                                                                             |
| P222         | Zabraňte styku se vzduchem. |
| P223         | Zabraňte styku s vodou. |
| P230         | Uchovávejte ve zvlhčeném stavu … |
| P231         | Manipulace pod inertním plynem. |
| P232         | Chraňte před vlhkem. |
| P233         | Uchovávejte obal těsně uzavřený. |
| P234         | Uchovávejte pouze v původním obalu. |
| P235         | Uchovávejte v chladu. |
| P240         | Uzemněte obal a odběrové zařízení. |
| P241         | Používejte elektrické/ventilační/osvětlovací/…/zařízení do výbušného prostředí.                                                                                 |
| P242         | Používejte pouze nářadí z nejiskřícího kovu. |
| P243         | Proveďte preventivní opatření proti výbojům statické elektřiny.                                                                                                 |
| P244         | Udržujte ventily a příslušenství bez oleje a maziva. |
| P250         | Nevystavujte obrušování/nárazům/…/tření. |
| P251         | Nepropichujte nebo nespalujte ani po použití. |
| P260         | Nevdechujte prach/dým/plyn/mlhu/páry/aerosoly. |
| P261         | Zamezte vdechování prachu/dýmu/plynu/mlhy/par/aerosolů. |
| P262         | Zabraňte styku s očima, kůží nebo oděvem. |
| P263         | Zabraňte styku během těhotenství/kojení. |
| P264         | Po manipulaci důkladně omyjte …. |
| P270         | Při používání tohoto výrobku nejezte, nepijte ani nekuřte. |
| P271         | Používejte pouze venku nebo v dobře větraných prostorách. |
| P272         | Kontaminovaný pracovní oděv neodnášejte z pracoviště. |
| P273         | Zabraňte uvolnění do životního prostředí. |
| P280         | Používejte ochranné rukavice/ochranný oděv/ochranné brýle/obličejový štít.                                                                                      |
| P281         | Používejte požadované osobní ochranné prostředky. |
| P282         | Používejte ochranné rukavice proti chladu/obličejový štít/ochranné brýle.                                                                                       |
| P283         | Používejte ohnivzdorný/nehořlavý oděv. |
| P284         | Používejte vybavení pro ochranu dýchacích cest. |
| P285         | V případě nedostatečného větrání používejte vybavení pro ochranu dýchacích cest.                                                                                |
| P231+232     | Manipulace pod inertním plynem. Chraňte před vlhkem. |
| P235+410     | Uchovávejte v chladu. Chraňte před slunečním zářením. |
| P301         | PŘI POŽITÍ: |
| P302         | PŘI STYKU S KŮŽÍ: |
| P303         | PŘI STYKU S KŮŽÍ (nebo s vlasy): |
| P304         | PŘI VDECHNUTÍ: |
| P305         | PŘI ZASAŽENÍ OČÍ: |
| P306         | PŘI STYKU S ODĚVEM: |
| P307         | PŘI expozici: |
| P308         | PŘI expozici nebo podezření na ni: |
| P309         | PŘI expozici nebo necítíte-li se dobře: |
| P310         | Okamžitě volejte TOXIKOLOGICKÉ INFORMAČNÍ STŘEDISKO/lékaře/...                                                                                                  |
| P311         | Volejte TOXIKOLOGICKÉ INFORMAČNÍ STŘEDISKO/lékaře/... |
| P312         | Necítíte-li se dobře, volejte TOXIKOLOGICKÉ INFORMAČNÍ STŘEDISKO/lékaře/...                                                                                     |
| P313         | Vyhledejte lékařskou pomoc/ošetření. |
| P314         | Necítíte-li se dobře, vyhledejte lékařskou pomoc/ošetření. |
| P315         | Okamžitě vyhledejte lékařskou pomoc/ošetření. |
| P320         | Je nutné odborné ošetření (viz … na tomto štítku). |
| P321         | Odborné ošetření (viz … na štítku). |
| P322         | Specifické opatření (viz … na tomto štítku). |
| P330         | Vypláchněte ústa. |
| P331         | NEVYVOLÁVEJTE zvracení. |
| P332         | Při podráždění kůže: |
| P333         | Při podráždění kůže nebo vyrážce: |
| P334         | Ponořte do studené vody/zabalte do vlhkého obvazu. |
| P335         | Volné částice odstraňte z kůže. |
| P336         | Omrzlá místa ošetřete vlažnou vodou. Postižené místo netřete.                                                                                                   |
| P337         | Přetrvává-li podráždění očí: |
| P338         | Vyjměte kontaktní čočky, jsou-li nasazeny a pokud je lze vyjmout snadno. Pokračujte ve vyplachování.                                                            |
| P340         | Přeneste osobu na čerstvý vzduch a ponechte ji v poloze usnadňující dýchání.                                                                                    |
| P341         | Při obtížném dýchání přeneste postiženého na čerstvý vzduch a ponechte jej v klidu v poloze usnadňující dýchání.                                                |
| P342         | Při dýchacích potížích: |
| P350         | Jemně omyjte velkým množstvím vody a mýdla. |
| P351         | Několik minut opatrně oplachujte vodou. |
| P352         | Omyjte velkým množstvím vody/... |
| P353         | Opláchněte kůži vodou/osprchujte. |
| P360         | Kontaminovaný oděv a kůži okamžitě omyjte velkým množstvím vody a potom oděv odložte.                                                                           |
| P361         | Veškeré kontaminované části oděvu okamžitě svlékněte. |
| P362         | Kontaminovaný oděv svlékněte. |
| P363         | Kontaminovaný oděv před opětovným použitím vyperte. |
| P364         | Před opětovným použitím vyperte. |
| P370         | V případě požáru: |
| P371         | V případě velkého požáru a velkého množství: |
| P372         | Nebezpečí výbuchu v případě požáru. |
| P373         | Požár NEHASTE, dostane-li se k výbušninám. |
| P374         | Haste z přiměřené vzdálenosti a dodržujte běžná opatření. |
| P375         | Kvůli nebezpečí výbuchu haste z dostatečné vzdálenosti. |
| P376         | Zastavte únik, můžete-li tak učinit bez rizika. |
| P377         | Požár unikajícího plynu: Nehaste, nelze-li únik bezpečně zastavit.                                                                                              |
| P378         | K hašení použijte …. |
| P380         | Vykliďte prostor. |
| P381         | Odstraňte všechny zdroje zapálení, můžete-li tak učinit bez rizika.                                                                                             |
| P390         | Uniklý produkt absorbujte, aby se zabránilo materiálním škodám.                                                                                                 |
| P391         | Uniklý produkt seberte. |
| P301+310     | PŘI POŽITÍ: Okamžitě volejte TOXIKOLOGICKÉ INFORMAČNÍ STŘEDISKO/lékaře/...                                                                                      |
| P301+312     | PŘI POŽITÍ: Necítíte-li se dobře, volejte TOXIKOLOGICKÉ INFORMAČNÍ STŘEDISKO/lékaře/...                                                                         |
| P301+330+331 | PŘI POŽITÍ: Vypláchněte ústa. NEVYVOLÁVEJTE zvracení. |
| P302+334     | PŘI STYKU S KŮŽÍ: Ponořte do studené vody/zabalte do vlhkého obvazu.                                                                                            |
| P302+350     | PŘI STYKU S KŮŽÍ: Jemně omyjte velkým množstvím vody a mýdla.                                                                                                   |
| P302+352     | PŘI STYKU S KŮŽÍ: Omyjte velkým množstvím vody/... |
| P303+361+353 | PŘI STYKU S KŮŽÍ (nebo s vlasy): Veškeré kontaminované části oděvu okamžitě svlékněte. Opláchněte kůži vodou/osprchujte.                                        |
| P304+340     | PŘI VDECHNUTÍ: Přeneste osobu na čerstvý vzduch a ponechte ji v poloze usnadňující dýchání.                                                                     |
| P304+341     | PŘI VDECHNUTÍ: Při obtížném dýchání přeneste postiženého na čerstvý vzduch a ponechte jej v klidu v poloze usnadňující dýchání.                                 |
| P305+351+338 | PŘI ZASAŽENÍ OČÍ: Několik minut opatrně vyplachujte vodou. Vyjměte kontaktní čočky, jsou-li nasazeny a pokud je lze vyjmout snadno. Pokračujte ve vyplachování. |
| P306+360     | PŘI STYKU S ODĚVEM: Kontaminovaný oděv a kůži okamžitě omyjte velkým množstvím vody a potom oděv odložte.                                                       |
| P307+311     | PŘI expozici: Volejte TOXIKOLOGICKÉ INFORMAČNÍ STŘEDISKO nebo lékaře.                                                                                           |
| P308+313     | PŘI expozici nebo podezření na ni: Vyhledejte lékařskou pomoc/ošetření.                                                                                         |
| P309+311     | PŘI expozici nebo necítíte-li se dobře: Volejte TOXIKOLOGICKÉ INFORMAČNÍ STŘEDISKO nebo lékaře.                                                                 |
| P332+313     | Při podráždění kůže: Vyhledejte lékařskou pomoc/ošetření. |
| P333+313     | Při podráždění kůže nebo vyrážce: Vyhledejte lékařskou pomoc/ošetření.                                                                                          |
| P335+334     | Volné částice odstraňte z kůže. Ponořte do studené vody/zabalte do vlhkého obvazu.                                                                              |
| P337+313     | Přetrvává-li podráždění očí: Vyhledejte lékařskou pomoc/ošetření.                                                                                               |
| P342+311     | Při dýchacích potížích: Volejte TOXIKOLOGICKÉ INFORMAČNÍ STŘEDISKO/lékaře/...                                                                                   |
| P370+376     | V případě požáru: Zastavte únik, můžete-li tak učinit bez rizika.                                                                                               |
| P370+378     | V případě požáru: K hašení použijte …. |
| P370+380     | V případě požáru: Vykliďte prostor. |
| P370+380+375 | V případě požáru: Vykliďte prostor. Kvůli nebezpečí výbuchu haste z dostatečné vzdálenosti.                                                                     |
| P371+380+375 | V případě velkého požáru a velkého množství: Vykliďte prostor. Kvůli nebezpečí výbuchu haste z dostatečné vzdálenosti.                                          |
| P401         | Skladujte … |
| P402         | Skladujte na suchém místě. |
| P403         | Skladujte na dobře větraném místě. |
| P404         | Skladujte v uzavřeném obalu. |
| P405         | Skladujte uzamčené. |
| P406         | Skladujte v obalu odolném proti korozi/… obalu s odolnou vnitřní vrstvou.                                                                                       |
| P407         | Mezi stohy/paletami ponechte vzduchovou mezeru. |
| P410         | Chraňte před slunečním zářením. |
| P411         | Skladujte při teplotě nepřesahující … °C/…°F. |
| P412         | Nevystavujte teplotě přesahující 50 °C/122 °F. |
| P413         | Množství větší než … kg/… liber skladujte při teplotě nepřesahující … °C/…°F.                                                                                   |
| P420         | Skladujte odděleně od ostatních materiálů. |
| P422         | Skladujte pod … |
| P402+404     | Skladujte na suchém místě. Skladujte v uzavřeném obalu. |
| P403+233     | Skladujte na dobře větraném místě. Uchovávejte obal těsně uzavřený.                                                                                             |
| P403+235     | Skladujte na dobře větraném místě. Uchovávejte v chladu. |
| P410+403     | Chraňte před slunečním zářením. Skladujte na dobře větraném místě.                                                                                              |
| P410+412     | Chraňte před slunečním zářením. Nevystavujte teplotě přesahující 50 °C/122 °F.                                                                                  |
| P411+235     | Skladujte při teplotě nepřesahující … °C/…°F. Uchovávejte v chladu.                                                                                             |
| P501         | Odstraňte obsah/obal … |
| P502         | Informujte se u výrobce nebo dodavatele o regeneraci nebo recyklaci.                                                                                            |